# Yoshinori Katsumata
Yoshinori Katsumata (勝又 慶典 Katsumata Yoshinori?, nacido el 7 de diciembre de 1985 en Shizuoka) es un futbolista japonés que se desempeña como delantero.

## Trayectoria

### Clubes
| Club               | País  | Año         |
| ------------------ | ----- | ----------- |
| FC Machida Zelvia  | Japón | 2008 - 2012 |
| Tochigi SC         | Japón | 2013        |
| AC Nagano Parceiro | Japón | 2014 -      |

## Estadística de carrera

### J. League
| Club               | Año   | J. League | J. League | Copa J. League | Copa J. League | Total | Total |
| Club               | Año   | Part.     | Goles     | Part.          | Goles          | Part. | Goles |
| ------------------ | ----- | --------- | --------- | -------------- | -------------- | ----- | ----- |
| FC Machida Zelvia  | 2012  | 26        | 3         | -              | -              | 26    | 3     |
| Tochigi SC         | 2013  | 8         | 0         | -              | -              | 8     | 0     |
| AC Nagano Parceiro | 2014  | 32        | 9         | -              | -              | 32    | 9     |
| AC Nagano Parceiro | 2015  | 32        | 8         | -              | -              | 32    | 8     |
| AC Nagano Parceiro | 2016  | 21        | 4         | -              | -              | 21    | 4     |
| AC Nagano Parceiro | 2017  | 19        | 2         | -              | -              | 19    | 2     |
| Total              | Total | 138       | 26        | 0              | 0              | 138   | 26    |